# Бертеле, Людвиг Якоб
Людвиг Якоб Бертеле (нем. Ludwig Jakob Bertele) — немецкий конструктор-оптик. Его разработки получили всемирное признание и являются основой для значительной части оптических конструкций, использующихся в настоящее время.

## Биография
Людвиг Якоб Бертеле родился 25 декабря 1900 года в Мюнхене, в семье архитектора.
Начал работать в 1916 году как ученик расчётчика оптики в фирме Rodenstock в Мюнхене. В 1919 году он переехал в Дрезден для работы в фирме Ernemann (Krupp-Ernemann Kinoapparate AG). Там он работал под руководством профессора доктора Августа Клугхардта (August Klughardt) как расчётчик оптики.
В 1919 году Бертеле начал работу над типом оптической схемы, получившей впоследствии название Ernostar, взяв за основу схему киносъёмочного объектива Ultrastigmat, модифицированного триплета Кука, рассчитанного американцем Чарльзом Майнором (Charles C. Minor) в 1916 году и выпускавшегося фирмой Gundlach. Главной целью было увеличение светосилы и уменьшение аберраций.
После четырех лет напряженной работы, в 1923 году, он патентует свой первый сверхсветосильный объектив Ernostar F/2, следующие версии которого появлялись до 1926 года. Этот объектив устанавливался на камере Ermanox, специально разработанной для фоторепортажа. Это была первая камера, позволявшая снимать с короткими выдержками при слабом освещении и приемлемым для документальной фотографии качеством изображения. Широко известны фотографии выдающихся политических деятелей, сделанные Эрихом Заломоном с помощью этой камеры.
После основания компании Zeiss Ikon в 1926 году, образованной в результате объединения компаний ICA AG, Optische Anstalt CP Goerz, Contessa-Nettel и Ernemann-Werke с Carl Zeiss, Бертеле продолжил работать в Дрездене, не считая короткой поездки в США в 1929 году. Он получил в своё распоряжение экспериментальный оптический цех Reick, который изготавливал все образцы и прототипы его расчетов. Все объективы получали свой уникальный пятиразрядный номер. Часто текущий номер оптического расчета также гравировался.
В конце 1920-х годов Бертеле начал разработку объектива с новой оптической формулой, которая в целом основывалась на втором типе Ernostar, разработанном в 1924 году (то есть каждая линза имела одиночный положительный элемент, сопровождаемый спереди толстым отрицательным компонентом в форме мениска, с положительным элементом позади). В 1931 году появился первый образец такого объектива, получившего название Sonnar.
Этот объектив состоял из 7 элементов в трех группах и обладал светосилой f/2. Основными отличиями его от предшественника Ernostar являются меньшее число оптических групп и, как следствие, меньшее светорассеяние и больший контраст. Эти объективы получились чрезвычайно удачными и получили высокую оценку специалистов.
В 1932 году появился Sonnar F/1.5 , которым стали оснащаться 35мм камеры Contax от Zeiss Ikon. Последующие версии Sonnar с фокусными расстояниями от 50 до 300 мм разрабатывались вплоть до 1940 года.
В 1934 году, взяв схему Sonnar за основу, он создал для Contax первый широкоугольный объектив Biogon (нем.) с углом обзора 60°.
В 1935 году Людвиг Бертеле по случаю XI летних Олимпийских игр 1936 года в Берлине создает Sonnar 180/2.8 — легендарный объектив, который давал изображение высочайшего качества с красивым боке. Этот объектив высоко ценится фотографами и коллекционерами до сих пор.
С 1943 по 1945 год Бертеле работал в фирме Steinheil, располагавшейся в Мюнхене, которая работала для имперского министерства авиации.
В 1946 году переехал в Швейцарию, где стал работать в компании Wild Heerbrugg (ныне — Leica Geosystems) в области фотограмметрии и геодезических приборов, создав там оптическое бюро. В 1950 году создал свободный от оптических искажений объектив для аэрофотосъемки Aviogon с углом обзора 90°. Дисторсия в любой точке изображения не превышала 10 микрон, и разрешающая способность на диафрагме F/4.5 была отличной. Новый объектив быстро вытеснил собой использовавшиеся ранее Topogon и Metrogon и стал общеупотребимым для аэрофотосъемки и фотограмметрии. Этот объектив, а также появившийся в 1956 году Super Aviogon с углом обзора 120°, впоследствии получили множество наград и всеобщее признание.
Одновременно с этим он рассчитывал новые оптические схемы для Carl Zeiss в Оберкохене. Таким образом, в 1951 году появился Biogon с углом зрения 90°. Эта новая схема открыла дорогу к сверхширокоугольным объективам, таким как Biogon F/4.5 21 мм 1951 года для Contax; Biogon F/4.5 38 мм 1954 года для Hasselblad; Biogon F/4.5 53 мм и Biogon F/4.5 75 мм 1955 года для Linhof. Помимо этого он рассчитывал объективы для фирмы Schacht и принимал особые задания для расчетов окуляров и т.п.
Ушёл из фирмы в 1956 году, продолжив при этом собственные исследования и проводя консультации. В 1959 году удостоен звания почетного доктора философии Университета Цюриха, которое с честью носил.
Выйдя на пенсию в 1973 году, Людвиг Бертеле продолжил работать. Свой последний патент он получил в 1976 году.
Последние годы он жил в небольшом городке Вильдхаус в кантоне Санкт-Галлен в Швейцарии.
Умер 16 ноября 1985 года.

## Интересные факты
- Так, в основе фотообъектива Canon EF 135mm F/2.0 L, популярного у фотографов — портретистов, лежит оптическая схема Ernostar, разработанная Людвигом Бертеле. А для зеркальных камер Sony выпускается великолепный объектив Carl Zeiss Sonnar 135/1.8 T* ZA.
- Название Sonnar происходит от немецкого слова «Sonne» (солнце).
- Интересно заметить, что название Sonnar ранее уже было использовано компанией Contessa для одной из её компактных камер и объективов Tessar, установленных на них. После того, как Contessa стала частью Zeiss Ikon, это имя стало собственностью Zeiss.

## Источник
- Hartmut Thiele. Entwicklung und Beschreibung der Photoobjektive und ihre Erfinder// Carl Zeiss Jena, 2. Auflage mit erweiterten Tabellen, Privatdruck Munchen 2007.
- Rudolf Kingslake. A history of photographic lens. Academic Press ISBN 0-12-408640-3, San Diego, USA 1989.